# Dialogues Concerning Natural Religion
Dialogues Concerning Natural Religion, religionsfilosofiskt verk av David Hume, utgivet postumt 1779. Verket är skriven som en fiktiv dialog mellan de tre huvudpersonerna Cleanthes, Philo och Demea.
- Cleanthes argumenterar för Guds existens. Han framhåller det teleologiska Gudsbevivet, d.v.s. att världens ändamålsenlighet tyder på en intelligent konstruktör.
- Demea kan snarast karaktäriseras som en mystiker, som menar att Gud ligger bortom förnuftet. Det huvudsakliga skälet för att tro är en inre känsla eller visshet, snarare än förnuftsresomang. Dock försöker Demea vid ett tillfälle försvara en version av det kosmologiska Gudsbeviset.
- Philo är den mest skeptiska av de tre, och torde vara den som oftast för fram Humes egen åsikt.